# Людвінув (Верушовський повіт)
Людвінув (пол. Ludwinów) — село в Польщі, у гміні Лубніце Верушовського повіту Лодзинського воєводства.
Населення — 370 осіб (2011).
У 1975-1998 роках село належало до Каліського воєводства.

## Демографія
Демографічна структура станом на 31 березня 2011 року:
|          | Загалом | Допрацездатний вік | Працездатний вік | Постпрацездатний вік |
| -------- | ------- | ------------------ | ---------------- | -------------------- |
| Чоловіки | 175     | 36                 | 119              | 20                   |
| Жінки    | 195     | 49                 | 107              | 39                   |
| Разом    | 370     | 85                 | 226              | 59                   |